# شکربوته جنگلی بلند
شکربوته جنگلی بلند (نام علمی: Protea madiensis) نام یک گونه از سرده شکربوته‌ها است.